# 王定一 (1925年)
王定一（1925年4月23日—2007年6月30日），江苏镇江人，中华人民共和国政治人物。

## 生平
1946年10月，考入复旦大学商学院合作系，是该系的首届学生。1949年4月，加入中国共产党。10月起，先后在上海市供销合作总社、上海市合作社联合社工作。1955年2月后，长期在上海市手工业管理局（简称市手工业局；1986年4月更名为上海市第二轻工业局）工作。1978年10月起担任上海市手工业局副局长、党委委员。1983年9月后，担任局长兼党委副书记、市联社主任。1984年5月4日，上海交通大学与上海市手工业局、手工业联社签订了联合建立上海市二轻工业技术研究所开发服务中心协议书，翁史烈校长和王定一局长分别代表双方在协议上签字。1990年12月离休。2007年6月30日去世，享年82岁。

## 延伸阅读
- 上海市工业合作联社编. . 上海：复旦大学出版社. 2015.06. ISBN 978-7-309-11317-4.